# Николай (Колан)
Митрополит Николай Колан (рум. Mitropolitul Nicolae Colan; 28 ноября 1893 — 15 апреля 1967) — епископ Румынской православной церкви, архиепископ Сибиуский, митрополит Транссильванский.

## Биография
Родился 28 ноября 1893 года в Араси, жудец Ковасна, его родители были крестьянами Николае и Ана (урожденная Нема). Он посещал начальную школу в своей родной деревне, прежде чем поступить в венгерскоязычный колледж им. Секели Мико в Сфынту-Георге, где он закончил один год (1906—1907). Он окончил среднюю школу в румынской средней школе имени Андрея Шагуны в Брашове, которую посещал с 1907 по 1914 год. С 1914 по 1916 год учился в Богословском институте в Сибиу. Среди его коллег были Лучиан Блага, Андрей Оцетя, Думитру Рошка, Хоря Текулеску и еще около пятидесяти человек. Большинство из них не собирались становиться священниками, но посещение семинарии давало временное освобождение от службы в Австро-Венгерской армии, которая незадолго до этого вступила в Первую мировую войну.
Его первая опубликованная работа появилась в газете «Transilvaniei» в 1915 году, а в следующем году последовали статьи в Revista Teologică. После вступления румынского Королевства в Первую Мировую войну в августе 1916 года он и несколько других молодых Трансильванских интеллектуалов, среди которых был и Оцетя, пересекли границу Румынии. Впоследствии Николае Колан поступил на литературный факультет Бухарестского университета. Когда столица Бухареста была эвакуирована во время битвы за Бухарест, он уехал к Роману в Молдавию, где обучал старшеклассников. Затем он оказался в украинском селе близ Елисаветграда, где вместе с другими беженцами-трансильванцами, среди которых был Ион Агырбичану, который организовал церковный хор.
В октябре 1917 года он поселился в Кишинёве, столице Бессарабии вместе с другими бродячими трансильванцами. Там он редактировал газету «România Nouă» вместе с Онисифором Гибу. Позже он был назначен редактором газеты «Sfatul Țării», официального органа Сфатул Цэрий, который управлял Молдавской демократической республикой. Хотя он и не принимал участия в событиях, приведших к присоединению Трансильвании к Румынии, он все же получал удовлетворение от того, что его патриотические труды пропагандировали и способствовали смещению общественного мнения в сторону присоединения Бессарабии к Румынии.
По окончании войны и после создания Великой Румынии он вернулся в Бухарест, где в 1921 году получил ученую степень. Поощряемый Николае Бэланом, митрополитом Трансильвании, он посещал аспирантуру по протестантскому богословию в Берлинском университете с 1921 по 1922 год. По возвращении в Румынию он был назначен секретарем архиепископа в Сибиу. В 1924 году он был назначен профессором новозаветной библеистики в местной духовной семинарии. Он преподавал там до 1936 года, а в 1928 году был назначен ректором.
Будучи членом Совета Архиепископии Сибиу и Центрального комитета астры, он редактировал Revista Teologică с 1923 по 1936 год. Он помог Бэлану создать несколько серий религиозных книг, которые появились в Сибиу. Николае Колан основал и затем редактировал Viaţa Ilustrată, которая работала с 1934 по 1944 год. Он опубликовал несколько книг о Новом Завете.
В октябре 1934 года он был рукоположен в сан диакона, а затем священника, а следующей весной возведён в сан протоиерея.
29 апреля 1936 года он был избран епископом Вадским, Фелякским и Клужским. 31 мая того же года в православном соборе Сибиу состоялась его епискпсвкая хиротония, которую совершили: Митрополит Молдавский Никодим, митрополит Трансильванский Николай (Бэлан), епископ Бузэуский Геннадий (Никулеску), епископ Рымникский Варфоломей (Стэнеску), епископ Арадский Андрей (Маджеру), епископ Иоанн (Строя), епископ Рэшнарский Василий (Стан). 29 июня того же года состоялась его интронизация.
В Клуже он продолжал писать в «Viaţa Ilustrată», а также в епархиальном бюллетене «Renaşterea». В 1937 году он основал в Нушени школу церковных певцов. В 1938—1939 годах он занимал пост министра образования и министра по делам религий в правительстве Патриарха Мирона (Кристи).
В конце лета 1940 года Второй Венский арбитраж вынудила Румынию уступить Северную Трансильванию Венгрии. На встрече в Клуже между Николаем (Коланом), Николаем (Бэланом) и ведущим деятелем румынской Греко-Католической Церкви Юлиу Хоссу было решено, что Николай (Колан) и Юлиу Хоссу останутся здесь. Таким образом, Колан стал единственным православным епископом, оставшимся в оккупированном регионе. Он руководил не только своей архиепископией, но и руководил православными из Марамурешской, Орадийской и Сибиуской епархии, которые отошли к Венгрии. Колан и Хоссу были близкими соратниками при венгерском правлении, что помогало местным румынам. Во многих случаях временные власти запрещали ему совершать пастырские визиты и блокировали публикацию некоторых церковных периодических изданий. Колан пострадал из-за изгнания, тюремного заключения и убийства священнослужителей и мирян в своей епархии, а также принуждения покинуть православие.
В дополнение к изданию нескольких молитвословов в начале 1940-х годов, он позже собрал речи и проповеди, которые он произнёс в этот период, в один том. С 1940 по 1945 год он координировал деятельность духовной академии в Клуже, а также преподавал курсы Нового Завета. Также в Клуже он основал православную среднюю школу, которая открылась в 1944—1945 годы учебном году и впоследствии разделилась на отдельные школы для мальчиков и девочек, а также хоровую школу, которая превратилась в духовную семинарию.
В 1938 году он был избран почётным членом Румынской Академии, а в 1942 году стал её титулярным членом, но в июне 1948 года новая коммунистическая власть лишила его этой чести. Также в 1948 году он входил в состав делегации Румынской православной церкви на Всеправославном совещании, проходившем в Москве.
23 мая 1957 года был избран архиепископом Сибиуским и митрополитом Трансильванским. 26 мая того же года состоялась его интронизация. В этом качестве он руководил деятельностью духовенства, богословского института и церковных изданий. Он также принимал участие в новой росписи собора. Он умер в Сибиу в 15 апреля 1967 года. Первоначально он был похоронен в Рашинари, а затем его останки были перенесены в Монастырь Брынковяну в Сымбэта-де-Сус.